# Размягчаемость грунтов
Размягчаемость грунтов — способность скальных и полускальных грунтов снижать свою прочность при взаимодействии с водой. Одна из характеристик водопрочности грунтов.

## Природа размягчаемости грунтов
Механизм размягчения, как и размокания грунтов, заключается в ослаблении структурных связей между частицами, зернами, кристаллами вследствие проникновения в промежутки между ними молекул воды и снижения при этом поверхностной энергии системы. В его основе лежит так называемый эффект Ребиндера — адсорбционное понижение прочности твердых тел. Молекулы воды, адсорбируясь на поверхности твердых компонентов грунта, проникая в микротрещины и микропоры, вызывают расклинивающее давление, которое приводит к росту трещин, дефектов и снижению прочности грунта в целом.
Жидкости и водные растворы не вызывающие эффект Ребиндера не влияют на прочность грунтов. К ним относятся, в частности, некоторые неполярные жидкости (жидкие углеводороды и др.).

## Показатели размягчаемости
Показателем размягчаемости является коэффициент размягчаемости (ksof) — отношение пределов прочности грунта на одноосное сжатие соответственно в водонасыщенном (Rсжw) и воздушно-сухом (Rсж) состояниях: ksof = Rсжw/Rсж. Чем выше значение ksof, который изменяется в пределах от 0 до 1, тем менее размягчаемым является данный грунт. В соответствии со СНиП 2.02.01-83*, скальные грунты делятся на две категории: размягчаемые (ksof < 0,75) и неразмягчаемые (ksof ≥ 0,75).